# Дмитриев, Иван Прокофьевич
Иван Прокофьевич Дмитриев (?-?) — вице-адмирал.
Начав службу в 1795 г. в черноморском флоте кадетом, в младших офицерских чинах в эскадре Синявина принимал участие в действиях против французов в кампанию 1805—1806 гг., а затем неоднократно крейсировал в Чёрном море. В 1824 г., в чине капитан-лейтенанта, за 18 морских кампаний награждён был орденом св. Георгия 4-го класса.
В 1825 г. командирован был в Таганрог для управления катером Императрицы Елисаветы Алексеевны. В 1826-1827 годах находился при Николаевском порте. 24 августа 1827 года произведен в подполковники с назначением командиром 13-го рабочего экипажа. 5 ноября 1829 года назначен управляющим распорядительною частью канцелярии Черноморского департамента. 25 марта 1830 года переименован в капитаны 2-го ранга. 6 декабря 1830 года произведен в капитаны 1-го ранга.  30 марта 1832 года назначен был дежурным штаб-офицером по штабу Черноморского флота и портов, а 26 сентября 1836 года произведен в контр-адмиралы с назначением обер-интендантом Черноморского флота. 30 августа 1848 года пожалован был чином вице-адмирала, а 24 сентября 1851 года уволен был от службы по прошению.